# Aagtekerke
Aagtekerke (seeländisch Aegte) ist ein Dorf der Gemeinde Veere in Zeeland. Am 1. Januar 2024 hatte der Ort 1480 Einwohner. Aagtekerke liegt drei Kilometer von Domburg, sechs Kilometer von Westkapelle und vier Kilometer von Oostkapelle entfernt.

## Tourismus
Aagtekerke liegt nicht am Meer, sondern im Inneren Walcherens. Allerdings bietet es seinen Feriengästen auch einige Unterbringungsmöglichkeiten am Strand, beispielsweise Gästezimmer, Ferienhäuser oder die Möglichkeit zu zelten. 1999 wurden 143.700 Übernachtungen gezählt.

## Geschichte

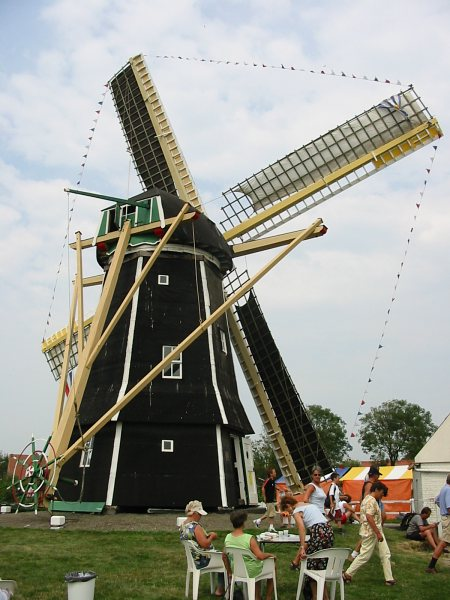
Grundsegler-Windmühle in Aagtekerke

Aagtekerke wurde nach der Heiligen Agatha benannt, die bis zur Reformation Schutzpatronin des Ortes und der heute evangelischen Pfarrkirche war. Bis etwa 1572 befand sich südlich von Aagtekerke ein Zisterzienserinnenkloster, an das heute der Kloosterweg erinnert. In umliegenden Dörfern hat Aagtekerke den Beinamen hett geitedurp, da die Ziegenzucht hier früher eine gewisse Bedeutung hatte.
Vom 14. bis 16. Jahrhundert unterhielten die Johanniter hier die Komturei Sint-Jan ten Heere.
300 Meter südlich des Dorfzentrums findet sich eine hölzerne Kornmühle von 1801, welche die damals von einem Sturm zerstörte alte Mühle von 1616 ersetzte. Sie war bis 1955 in Betrieb und ist seit 1998 Eigentum der Gemeinde. Es handelt sich um eine sechsseitige seeländische Grundsegler-Windmühle.
Etwa zwei Drittel der Bevölkerung gehören der Gereformeerde Gemeente an. Neben der Gereformeerde Gemeente besitzt auch die Hervormde Gemeente eine Kirche in dem Ort, die 1625 erbaut wurde.